# Martina Franca
Martina Franca (Martįnǝ in dialetto locale) è un comune italiano di 46 646 abitanti della provincia di Taranto in Puglia.
Centro agricolo, commerciale e industriale noto per l'architettura barocca, sorge sulle propaggini meridionali delle Murge, al confine delle province di Taranto e Brindisi con la città metropolitana di Bari.

## Geografia fisica
Posta sulle colline sud orientali della Murgia, Martina Franca si trova ad un'altitudine di 431 m s.l.m. e copre una superficie di circa 299 km², risultando al quarantesimo posto per ordine di estensione fra i comuni italiani.
Nell'agro circostante sono presenti numerose grotte; nella frazione di Monte Fellone di notevole rilevanza archeologica risultano la grotta Cuoco e la grotta Monte Fellone.
La stazione meteorologica di riferimento è quella di Martina Franca Specchia Tarantina.

## Origini del nome
Il termine Martina deriva dalla devozione degli abitanti già dal Mille a san Martino di Tours: infatti il primitivo insediamento della città nacque sul monte detto appunto di San Martino, mentre l'aggettivo Franca fu aggiunto da Filippo I D'Angiò nel 1310 quando riconobbe alla città diversi privilegi, ossia franchigie e la demanialità perpetua. Allora nel 1310 la città fu chiamata Franca Martina, poi nel corso dei secoli, perdendo la demanialità perpetua, scomparve l'aggettivo Franca. Solo dopo l'unità d'Italia, nel 1861, la città fu ribattezzata Martina Franca.

## Storia

### Origini
Uno dei più antichi insediamenti umani è presso Monte Fellone. I ritrovamenti (tra cui frammenti di ceramica impressa, incisa, graffita) della grotta Monte Fellone, oggetto di scavi archeologici negli anni sessanta, testimoniano la presenza umana dal neolitico al IV secolo d.C.. Nel caso di Monte Fellone, l'allevamento di cavalli risale già al medio neolitico, fenomeno alquanto raro per il Sud Italia e unico in Puglia. Numerose sono le specchie, la più nota delle quali è Specchia Tarantina, in corrispondenza del confine tra i territori messapi e tarantini, con funzione difensiva, di controllo del territorio e di demarcazione territoriale.

### Dall'alto medioevo all'epoca moderna

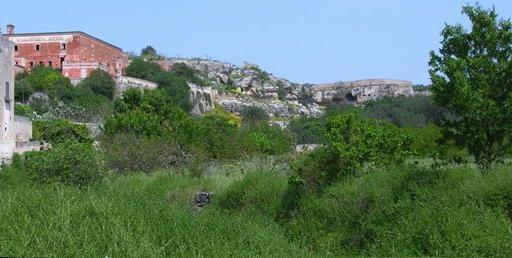
Lama del Fullonese

Nell'Alto medioevo il territorio è stato sotto l'influenza dei Longobardi alternatisi all'autorità dell'Impero Romano d'Oriente e nel X secolo luogo di difesa contro l'invasione dei Saraceni. I resti di alcuni grandi muri a secco detti paretone potrebbero essere riferibili alla presenza del Limitone dei greci a sud ovest. Nel IX secolo un gruppo di ebrei fuggitivi da Oria, e tra i pochi superstiti della grande comunità ebraica di Oria si aggrega all'insediamento sorto intorno al casale San Salvatore nella Lama del Fullonese..
Le origini di Martina Franca, come borgo, risalgono al X secolo, quando sul Monte di San Martino sorse un piccolo villaggio di profughi tarantini, fuggiti dalle continue devastazioni dei Saraceni, e ai quali si aggiunse successivamente una comunità di pastori. Nel XIII secolo difatti il monte rientra nelle proprietà di Glicerio de Persona (Glicerio de Matino), feudatario di Matino e Tuglie e signore delle Terre di Ceglie del Gualdo, di Mottola, di Soleto e del Casale di San Pietro in Galatina
Glicerio parteggiò per Manfredi di Sicilia figlio di Federico II di Svevia e Re di Sicilia contro gli angioini. Caduto anche Corrado IV di Svevia, l'ultimo degli Svevi, Glicerio si rifugierà a Gallipoli, guidandone la difesa contro l'assedio angioino. Alla caduta della città fu catturato, condotto in carcere nel castello di Brindisi (insieme ai figli Gervasio, Giovanni e Perello) e subì infine il patibolo. 
Intorno al 1300 Martina Franca fu eletta comune su ordine del Principato di Filippo I d'Angiò. Filippo I concesse Martina a Pietro del Tocco per ricompensarlo dei servigi da lui svolti.
Il territorio all'epoca consisteva in un castello che sorgeva dove adesso sorge il palazzo ducale, e da due miglia di terreno intorno al castello, sottratto dal territorio di Taranto, dall'Università di Monopoli e dall'Università di Ostuni per l'insediamento rurale di massari (in martinese  u massèr è un contadino affittuario di terreni e masserizie). Sembra che Filippo d'Angiò avesse concesso anche dei diritti e delle franchigie a chi fosse venuto ad insediarsi a Martina, e per questo fu denominata "Franca".
Tra il 1770 e il 1776 sant'Alfonso Maria de' Liguori tentò più volte di costruire una missione redentorista nel territorio di Martina Franca e scrisse in risposta ad alcune tesi dell'abbate Magli di Martina una piccola operetta: Dichiarazione del sistema intorno alla regola delle azioni morali.

### Gli ebrei a Martina Franca
Tra XIV e XV secolo si insediò la Comunità ebraica di Martina Franca, sottoposta a tentativi di conversione e a soprusi dai martinesi, difatti il comune di Martina chiese ed ottenne dal re Federico d'Aragona di proibire ai "cristiani novelli", ebrei convertiti, di sporgere denuncia nei confronti dei cittadini di Martina che li avevano saccheggiati e vietò loro sempre su richiesta esplicita dell'università di Martina di vivere in città. La Giudecca di Martina è localizzabile nelle attuali via degli Orfanelli, con l'appendice di via Cappelletti e nel vico Montedoro.

### Simboli
Stemma
Filippo I d'Angiò concesse a  Martina Franca uno stemma raffigurante un cavallo bianco che corre senza freno per una distesa verde, quale simbolo di libero dominio, ed in onore al Casato dei D'Angiò, vi aggiunse il giglio dorato angioino.
L'arma araldica è stata poi riconosciuta nel 1939: Un cavallo bianco senza freno trottante, su prato verdino, foglie di quercia verde, giglio angioino color oro, il tutto sormontato dalla corona turrita della città in campo azzurro.
Gonfalone
Il gonfalone è costituito da un drappo azzurro con frangia dorata nella parte inferiore. Riporta al centro lo stemma del Comune, sormontato dalla iscrizione "Città di Martina Franca".

## Monumenti e luoghi d'interesse

### Architetture religiose

#### Basilica minore di San Martino

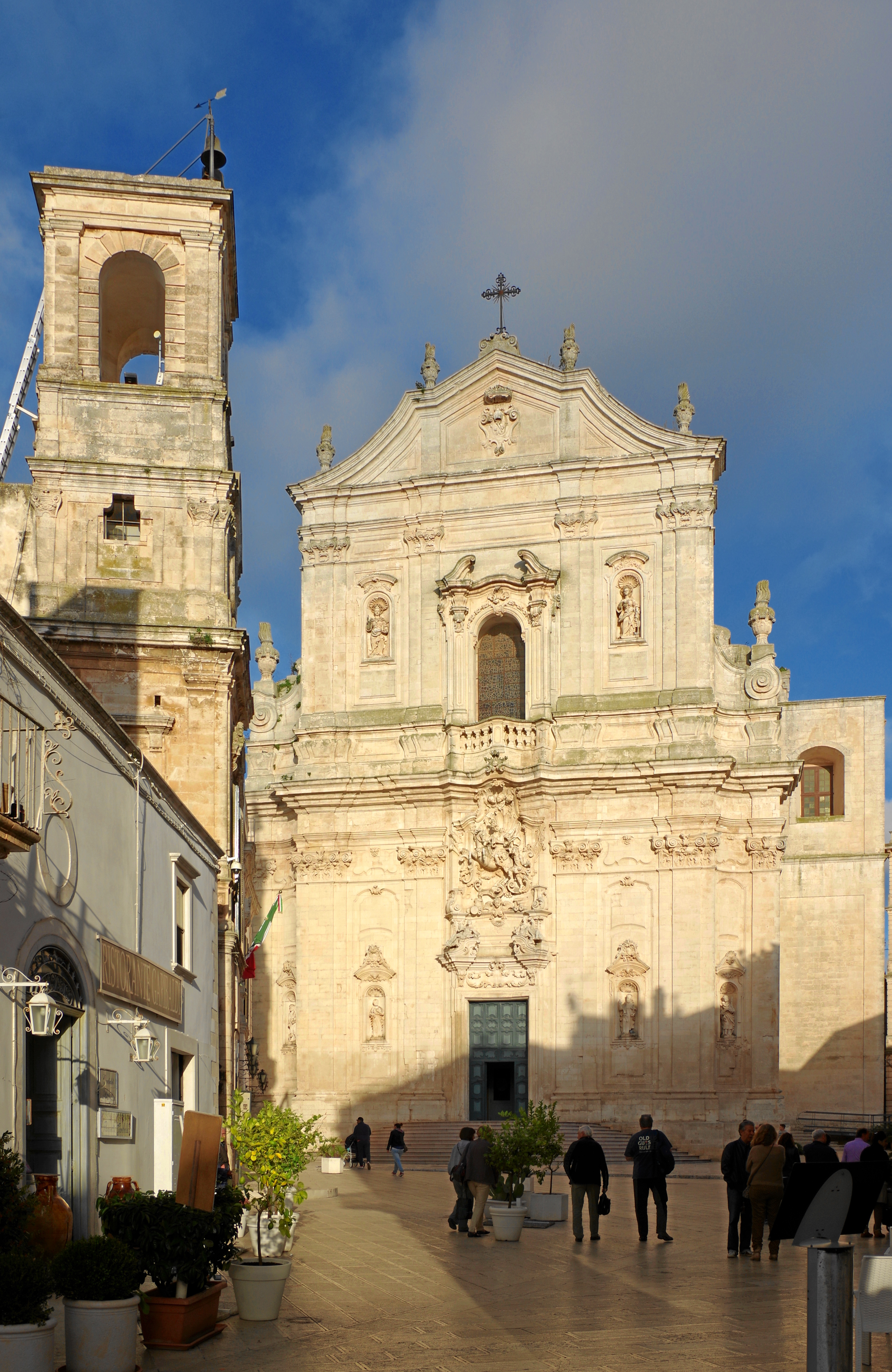
Veduta della Basilica di S. Martino in piazza Plebiscito

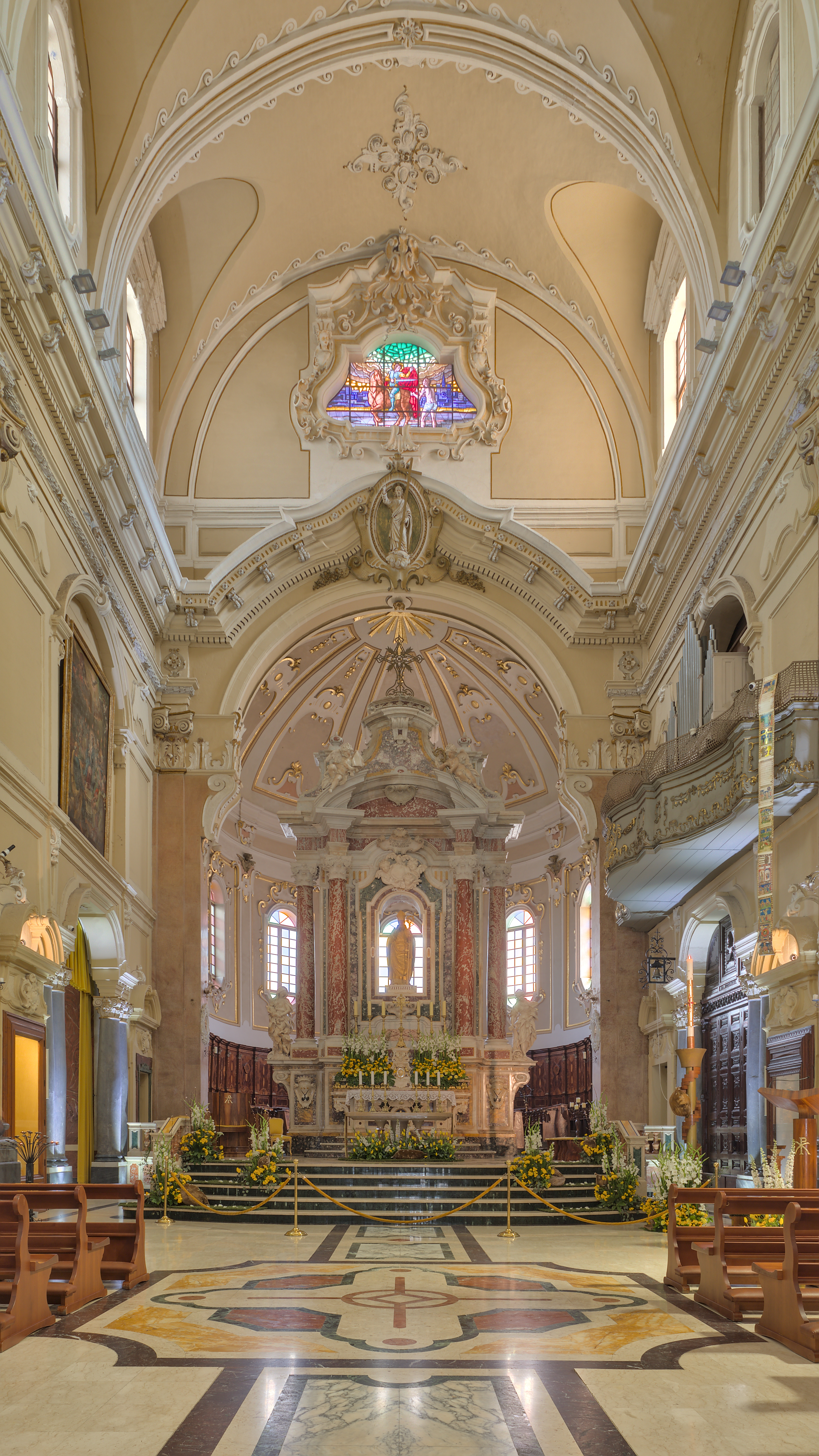
Interno della Basilica di S. Martino

Eretta nella seconda metà del Settecento, su iniziativa dell'arciprete Isidoro Chirulli, sul luogo ove sorgeva la precedente collegiata romanica, è un esempio del barocco martinese.
Si caratterizza per la maestosa facciata, sulla quale spicca centralmente l'immagine del Patrono che divide il mantello con un mendicante ad Amiens. Nell'interno degni di nota sono l'altare maggiore in marmi policromi del 1773 di scuola napoletana, l'ampio cappellone del Santissimo Sacramento, un presepe opera di Stefano da Putignano e varie tele di Domenico Antonio Carella.Ospita le reliquie di Santa Comasia, che la tradizione vuole martire tra il II e il IV secolo e di Santa Martina.
Nell'aprile del 1998 papa Giovanni Paolo II l'ha elevata alla dignità di basilica minore.
Dal 20 dicembre 2015 all'11 novembre 2016 è stata chiesa giubilare.
La particolarità di questa chiesa consiste nel fatto che nella parte destra ci siano statue, mentre la parte sinistra sia ornata esclusivamente da dipinti. Ci sono anche una statua della Madonna dell'Ausiliatrice e un Gesù Flagellato alla Colonna del 1622.

#### Altre chiese

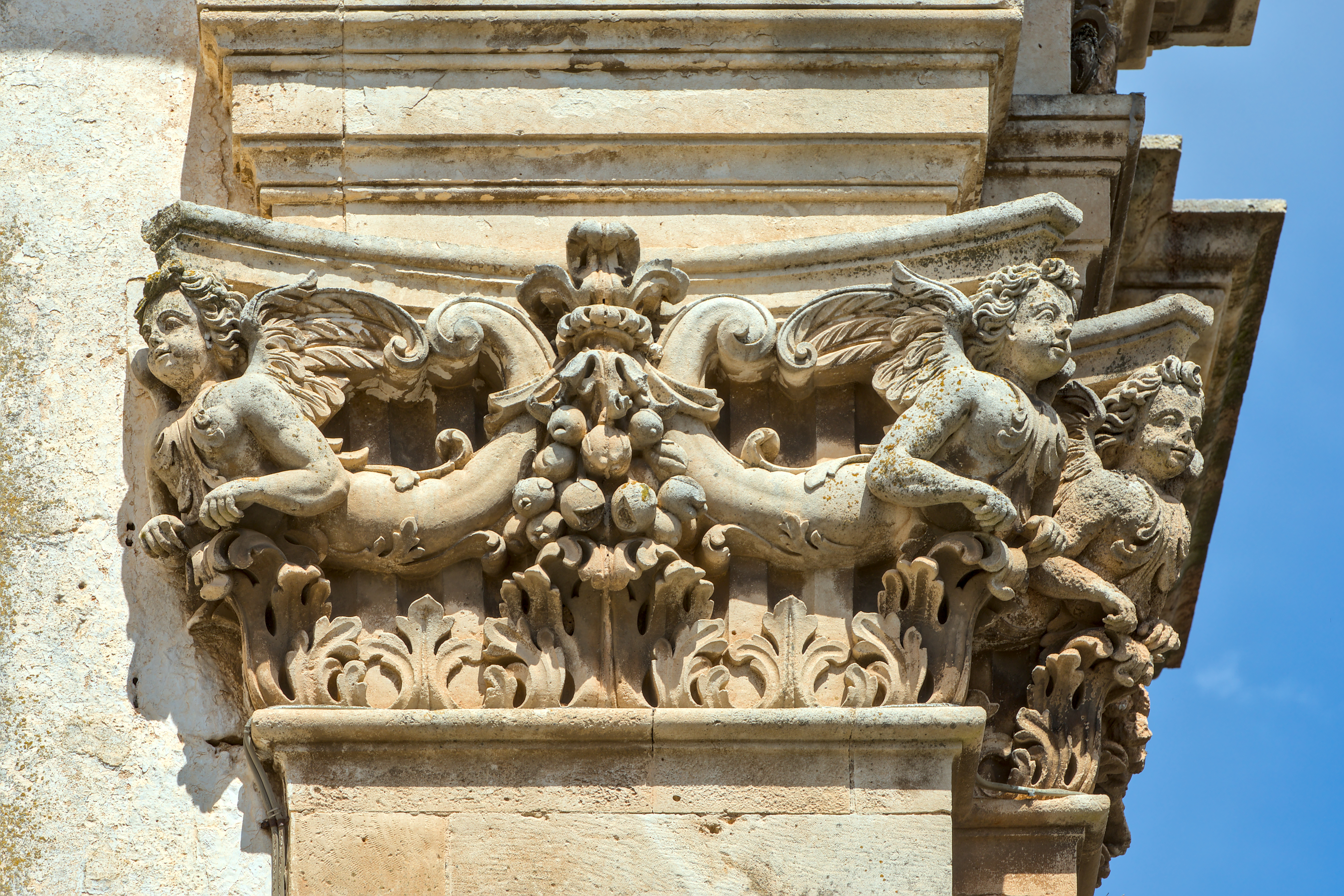
Capitale della Chiesa di San Domenico

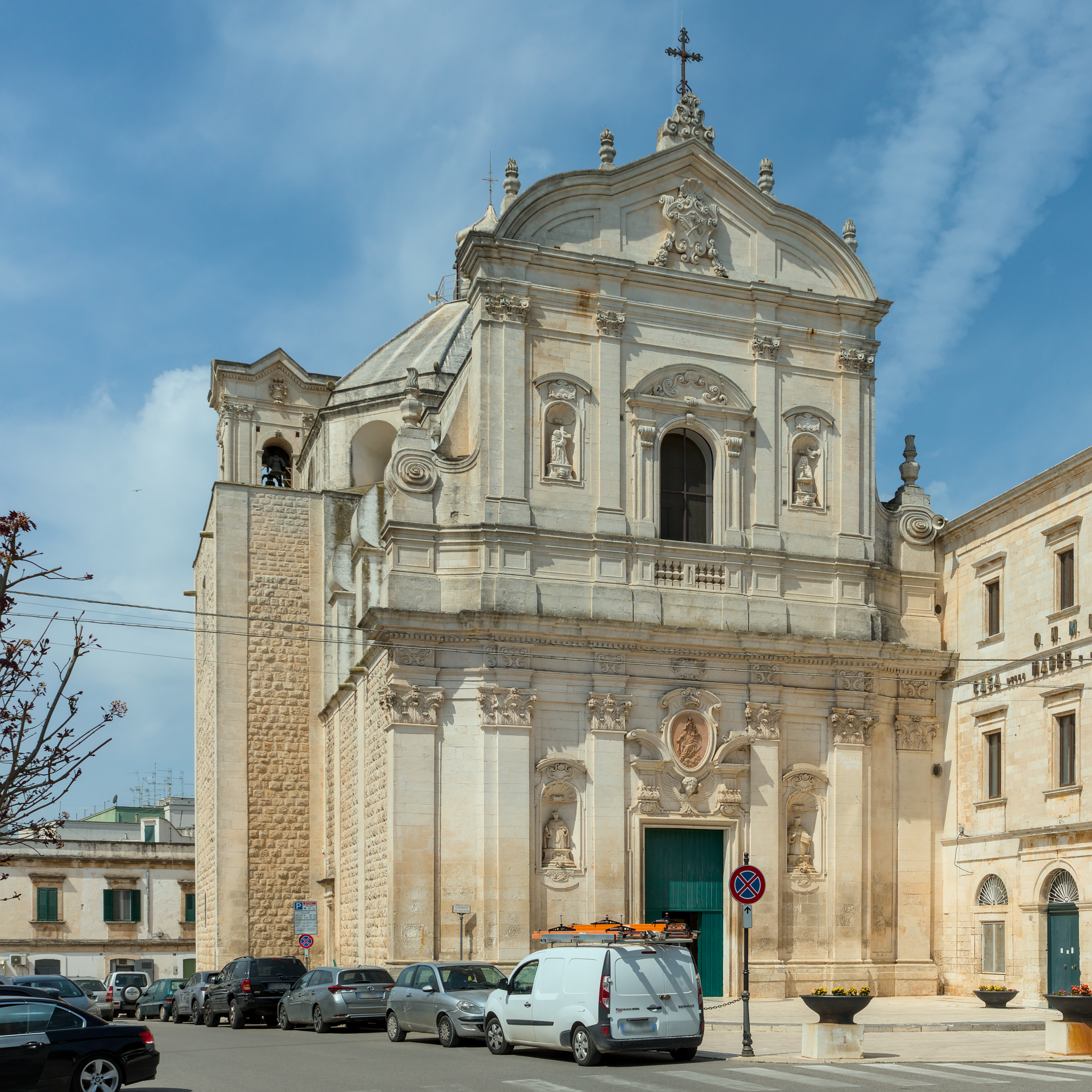
La chiesa del Carmine

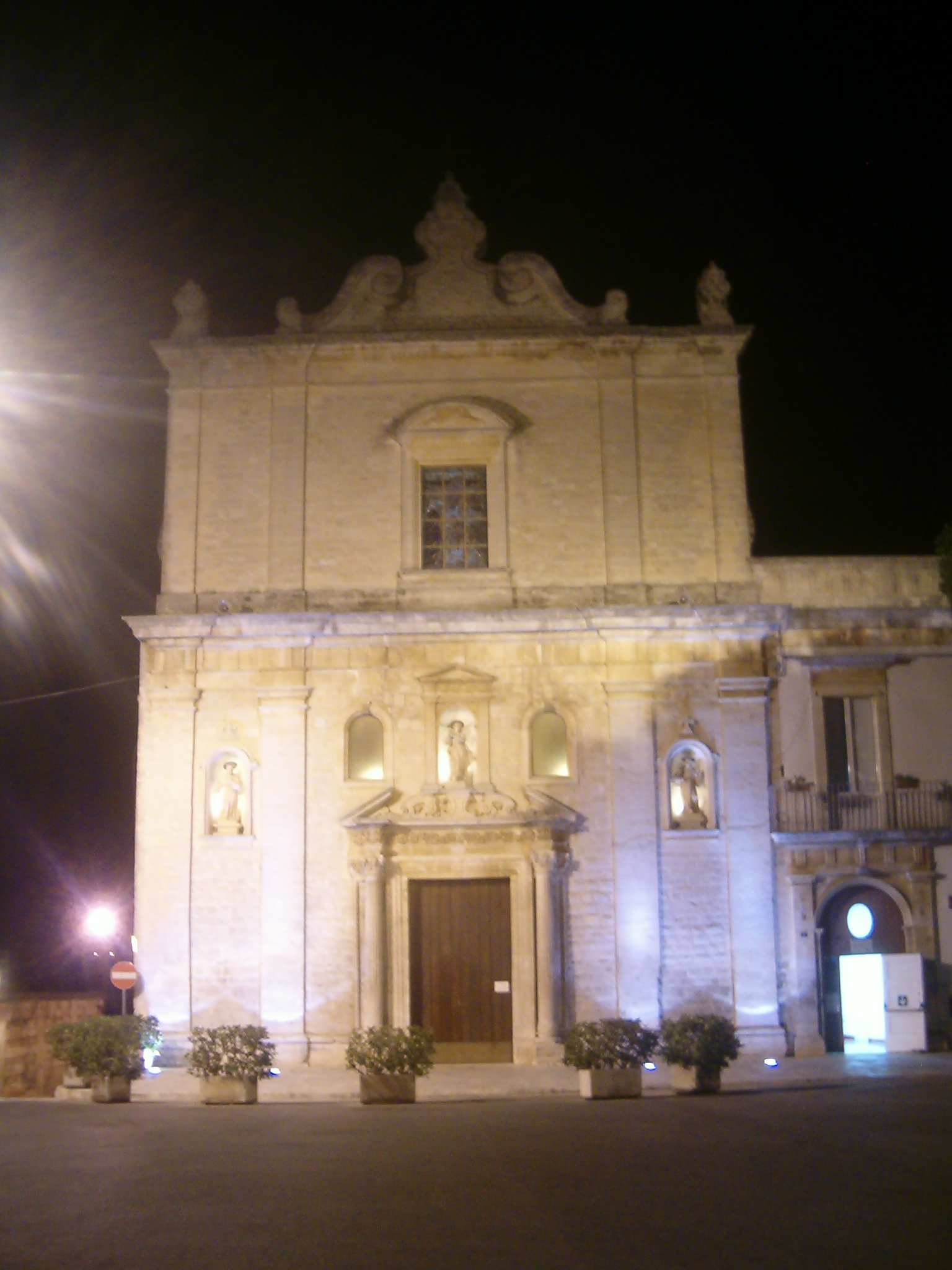
La chiesa di S. Francesco d'Assisi si affaccia su piazza Mario Pagano, appena fuori le mura

- Chiesa di San Domenico, eretta tra il 1746 e il 1750 su una preesistente costruzione romanica dedicata a San Pietro martire, in elegante stile barocco.
- Chiesa della Beata Vergine del Carmelo o del Carmine, al Padre Carmelitano Pier Tommaso Carbotti si deve la promozione del progetto di costruzione della chiesa del Carmine, di cui il 25 marzo 1730 venne posta la prima pietra, conclusa nel 1758 in elegante stile barocco, la chiesa si trova al di fuori delle mura della città. Conserva una pregiata statua policroma (Santa Maria della Misericordia) attribuita a Stefano da Putignano.
- Chiesa di Sant'Antonio da Padova, anticamente dedicata a Santo Stefano, fu edificata dai Francescani Osservanti nel XV secolo; la facciata è stata rifatta in stile neoclassico nel 1835. L'interno conserva due sculture rinascimentali di Stefano da Putignano: Santo Stefano e Sant'Antonio da Padova. Il chiostro conserva affreschi settecenteschi.
- Chiesa di Sant'Antonio ai Cappuccini, fu costruita nel XVI secolo sull'antica grancia dei monaci basiliani. La chiesa all'interno conserva dei bellissimi altari ebanistici, oltre all'antico affresco della Madonna dell'Odegitria (da cui deriva il nome della Valle d'Itria) e molte tele datate fra il Seicento e il Settecento: nei locali del vecchio convento ha sede la fondazione di san Girolamo Emiliani - Villaggio del Fanciullo, aiuto per ragazzi con problemi familiari.
- Chiesa di San Francesco da Paola, risale ai primi del Seicento e fu realizzata dai minimi su una precedente cappella cinquecentesca della Madonna di Costantinopoli, di cui tuttora conserva una tela in fondo alla navata di sinistra. Adiacente alla chiesa vi è il convento cosiddetto dei Paolotti in cui visse all'inizio del Seicento padre Bonaventura Gaona, morto e sepolto a Roma (in Sant'Andrea delle Fratte) in concetto di santità.
- Chiesa di San Francesco d'Assisi, costruita tra il XVII e il XVIII secolo dai frati minori conventuali. All'interno conserva otto altari laterali in barocco leccese, unici nel loro genere a Martina e organizza dal 1716 la processione dei Misteri la sera del Venerdì Santo e la sera del Giovedì Santo la processione dell'Addolorata dal 2000..
- Chiesa di San Giovanni dei Greci, ha conservato l'originale struttura interna medievale con aula rettangolare, solo la facciata è stata rifatta in età barocca quando fu creato il secondo piano superiore.
- Chiesa di San Pietro dei Greci, la struttura tardo quattrocentesca conserva la tipica copertura del tetto a pignon con le chiancarelle e il campanile a vela sull'ingresso laterale.
- Chiesa di San Nicola in Montedoro, è tra le chiese più antiche di Martina, l'interno è completamente affrescato.
- Chiesa di San Vito, situata nel centro storico tra via Ignazio Ciaia e via Mazzini, poco distante dalla cosiddetta "discesa dei mulini" e dalla Porta San Nicola, la chiesa di San Vito è uno degli edifici più antichi della città. La sua costruzione si colloca tra la fine del XIII secolo e gli inizi del secolo successivo. Imponente e austera, la facciata è decorata a bugnato e termina in un campanile a vela con tre archetti a tutto sesto risalenti al XV secolo. Il portale, dalle linee semplici e armoniche, è sormontato da una piccola monofora che consente l'illuminazione dell'interno. La navata unica, perpendicolare rispetto all'ingresso principale, è stato interamente ridecorata in chiave barocca nel corso del '700.
- Chiesa dell'Annunziata, è un'antica chiesetta rettangolare fuori le mura che accoglie l'Arciconfraternita del Monte Carmelo e un Museo che conserva testimonianze significative del sodalizio religioso.
- Chiesa della Provvidenza, anche questa è una semplice chiesetta che sorge sull'antica via che un tempo conduceva in Valle d'Itria. Il tetto è a pignon con un campanile a vela e l'interno conserva delle tempere.
- Chiesa dello Spirito Santo, si tratta di una piccola chiesa a ridosso della Valle d'Itria con copertura di chiancarelle, risale al XVI secolo e l'interno presenta affreschi nella zona presbiteriale.
- Chiesa di San Donato, risalente al XVI secolo, è una piccola chiesetta nella Valle d'Itria con tetto a pignon ma oggi è completamente abbandonata.
- Chiesa di Cristo Re, risalente al 1961, è una delle chiese più moderne di Martina Franca.
- Parrocchia della Santa Famiglia, edificata tra il 1978 e il 1982 (il 3 maggio 1982 mons. Motolese la benedisse). Di particolare rilievo il mosaico bizantino a cura di Guido Veroi, medaglista e scultore.
- Chiesa di San Michele Arcangelo, eretta intorno al '700 vicino alla grotta degli eremiti che ospita al suo interno una statua in pietra del santo titolare.
- Chiesa della Madonna di Loreto Impreziosita da una Deposizione del 1894 e da una struttura esterna caratterizzata dalla presenza di deliziose statuette, angeli e santi, edificata nel sec. XVI custodisce al suo interno alcuni dipinti realizzati dal Carella.
- Chiesa di S.Irene e Cristo Spirante, situata nella contrada di Carpari.

### Architetture civili

#### Palazzo Ducale

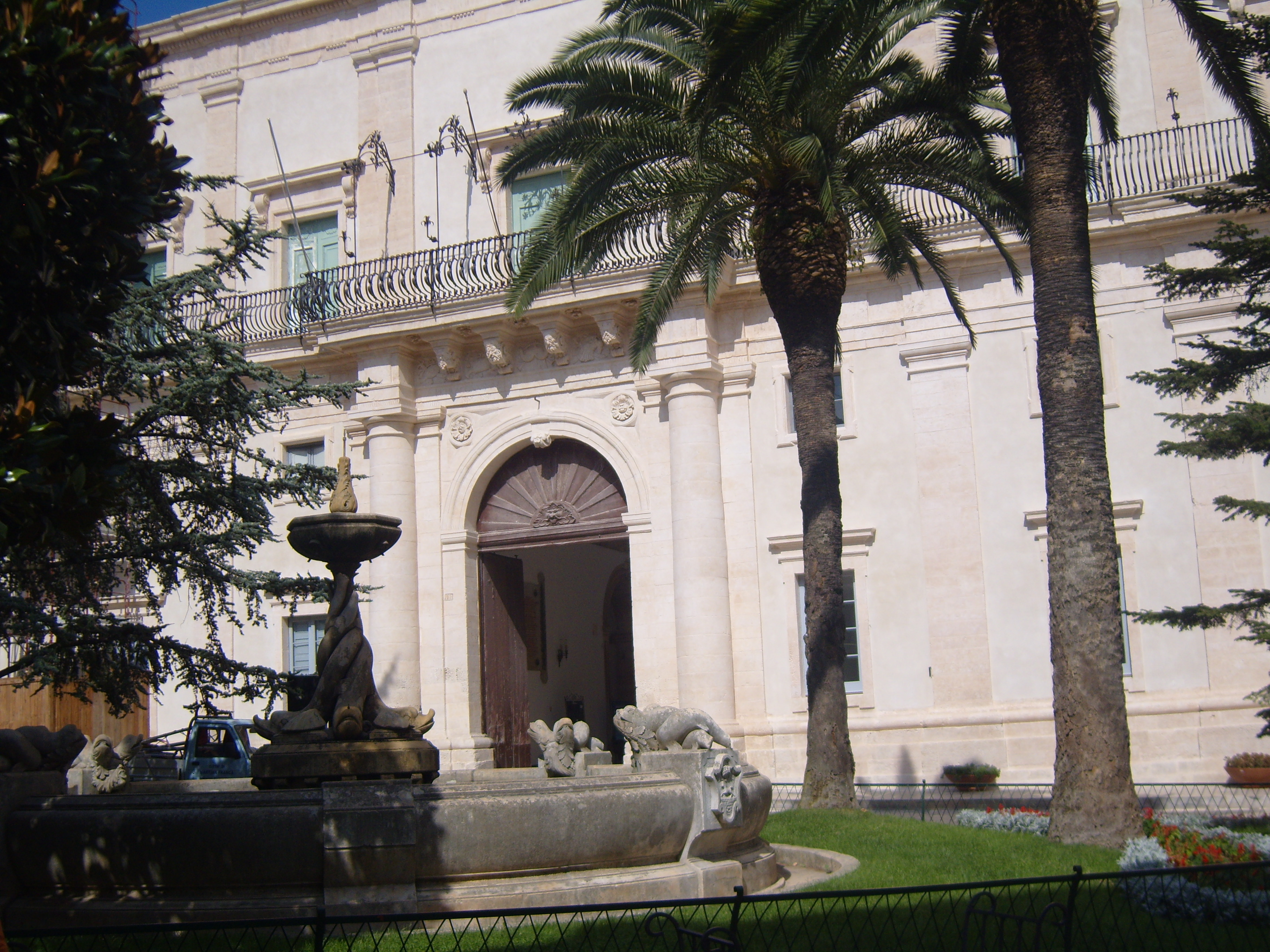
Il seicentesco Palazzo Ducale, situato in piazza Roma

Iniziato nella seconda metà del Seicento per volontà del duca Petracone Caracciolo, in esso l'elemento rinascimentale si incrocia con il Barocco d'ispirazione leccese e l'impronta architettonica locale. Un tempo residenza dei duchi Caracciolo, è sede del Municipio. Notevoli all'interno le sale dell'Arcadia, del Mito e della Bibbia, che prendono il nome dai cicli di affreschi in esse ospitati, tutte opere del pittore francavillese Domenico Carella che le eseguì nel 1776.

#### Palazzi signorili

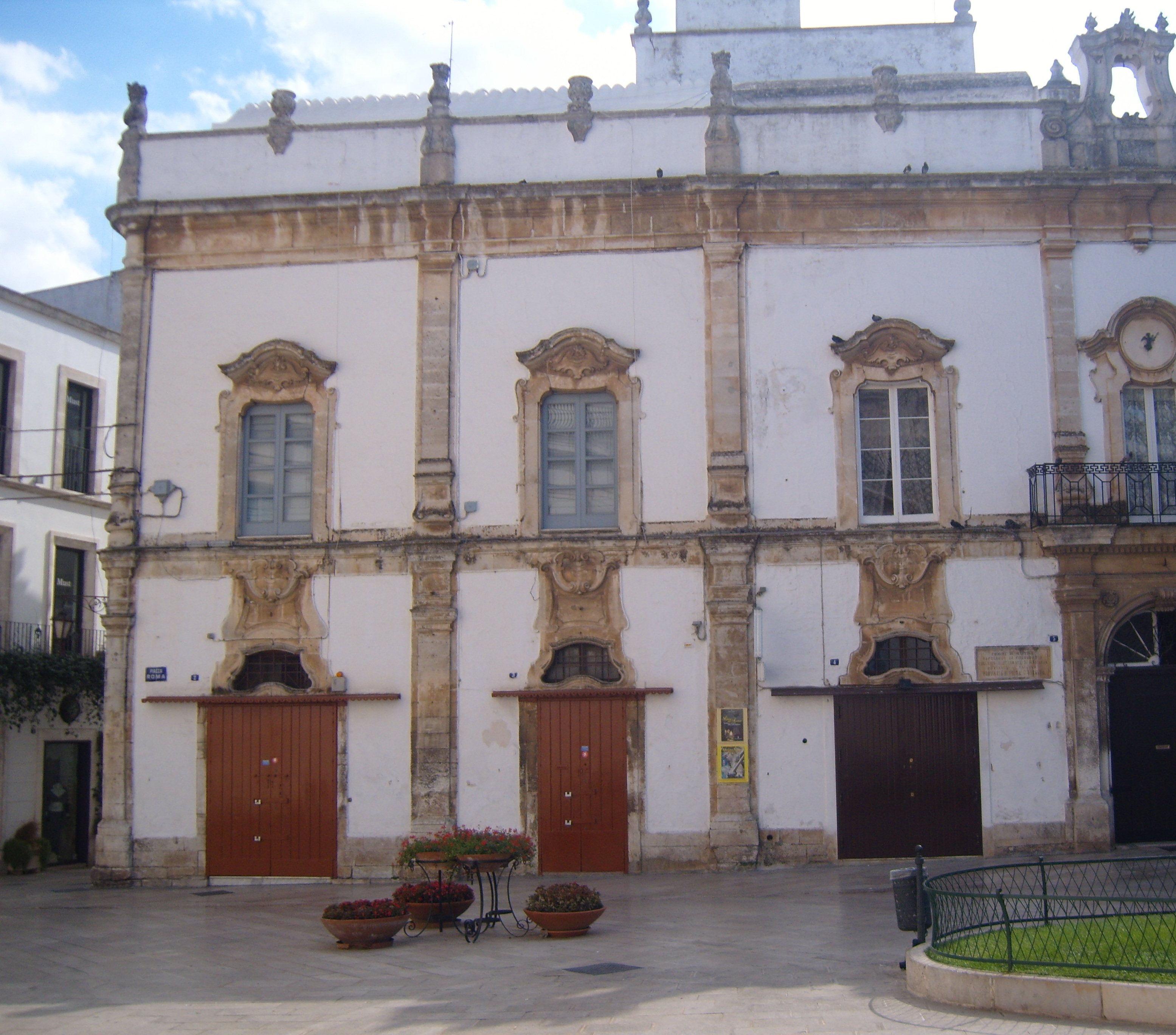
Palazzo Martucci in piazza Roma

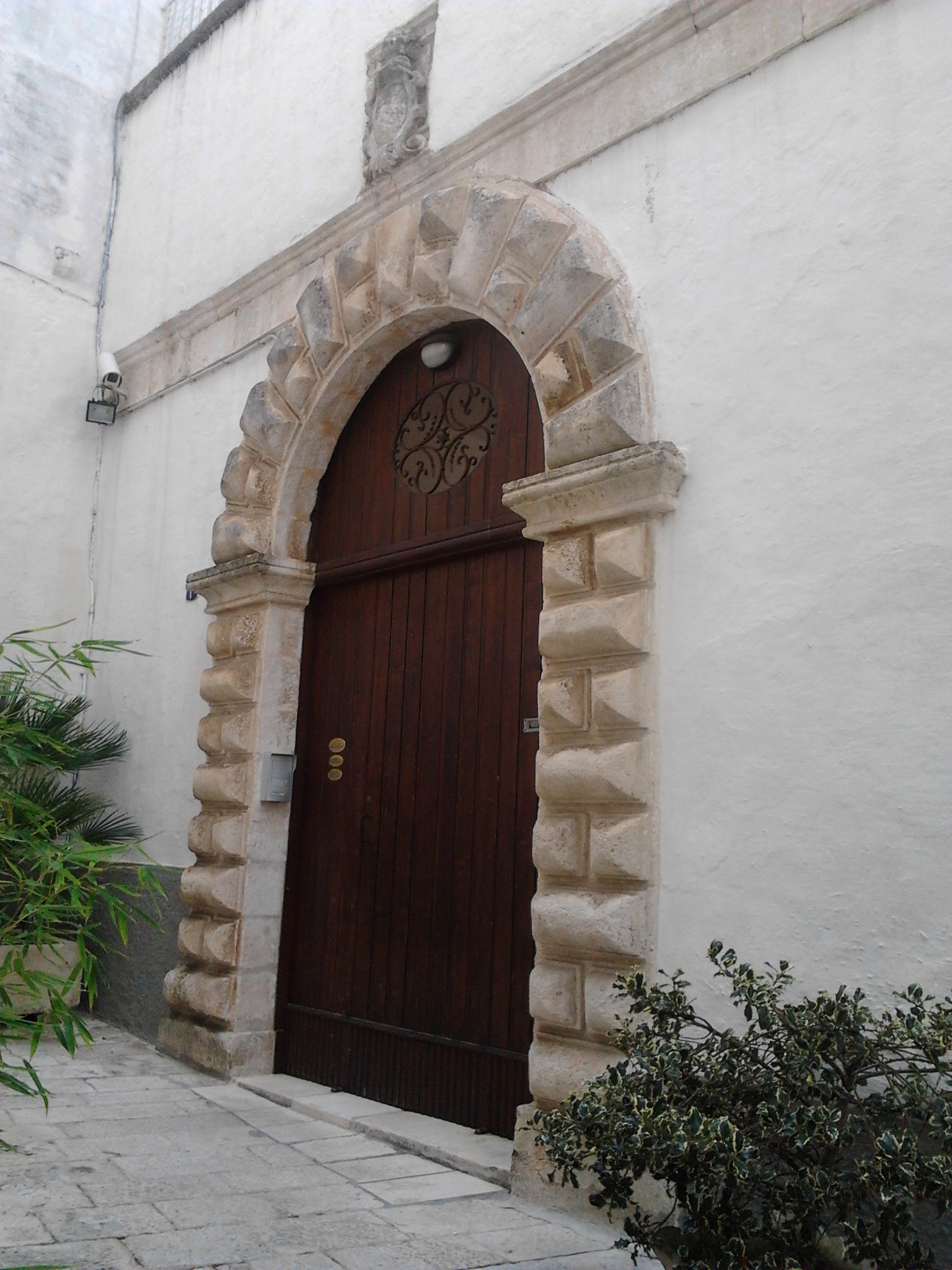
Conservatorio di Santa Maria della Misericordia, già Palazzo Turnone

Sono di seguito riportati i palazzi signorili più significativi dal punto di vista storico e artistico di Martina. Ogni palazzo è riportato con la denominazione storica originaria, ossia della famiglia che lo ha fatto costruire e a seguire il nome delle famiglie che nel corso dei secoli sono subentrate per ragioni di eredità o di acquisto dell'immobile.
- Palazzo Nardelli, già Martucci, in bella posizione nella piazza Roma, contraddistinto dalle lesene che racchiudono le finestre simmetricamente disposte nelle bianche campiture della facciata.
- Palazzo Barnaba, altra denominazione Marturano, eretto nel 1719 dal conte Barnaba, spicca per le due balconate in pietra che definiscono la facciata.
- Palazzo del cavalier Semeraro, eretto nel 1733, si impone per il portale di ingresso con doppia cornice in bugnato.
- Palazzo Delfini, innalzato nel 1776, come indica chiaramente l'epigrafe sul portale, che riporta anche il simbolo araldico della famiglia: un delfino.
- Palazzo Ancona, è fra i palazzi più belli di Martina, per via delle due cariatidi laterali e del mascherone apotropaico centrale.
- Palazzo Carucci, altra denominazione Fighera, eretto nel 1777 si caratterizza per il mascherone apotropaico.
- Palazzo Magli, altra denominazione Ruggeri poi Barnaba e Caroli, eretto nel 1759, come riporta l'elegante cartiglio collocato sul portale rococò.
- Palazzo Marinosci, eretto nel 1744, del quale si segnalano le balconate con le collanine sagomate e la lapide di Martino Marinosci, botanico martinese dell'Ottocento.
- Palazzo Blasi, altra denominazione Gioia e Chiarelli, costruito nel 1774, si distingue per le balconate spanciate in ferro battuto.
- Palazzo Torricella, già Fanelli, edificato nel 1749 da Ambrogio Fanelli, notevole per le variegate forme dei balconcini laterali.
- Palazzo Turnone, poi diventato Conservatorio di Santa Maria della Misericordia, edificato intorno alla fine del XV secolo o alla prima metà del XVI, fu probabilmente una delle prime residenze signorili della città (trovandosi peraltro nel cosiddetto Curdunnidde, arcaico complesso abitativo del centro storico risalente al tempo degli Angioini). Fu l'antica dimora della famiglia Turnone, della quale, con la sua imponente estensione, testimoniava il notevole prestigio sociale ed economico. Nei primi anni del XVIII secolo don Giovanni Turnone (1634-1715), abate e canonico della collegiata di San Martino, lo donò alla duchessa Aurelia Imperiali (moglie di Petracone V Caracciolo), che lo trasformò in un complesso monastico ancora esistente ed operante.
- Palazzo Magli, altra denominazione Blasi,ora Palazzo Lella, edificato nel 1748 su una precedente casa a corte del Cinquecento.
- Palazzo Motolese, poi Marinosci, edificato nel 1778, è coronato superiormente da una balconata di colonnine sagomate.
- Palazzo Maggi, è caratterizzato da un'ariosa veranda superiore.
- Casa a corte Le Marangi, fondata nel 1735, si sviluppa attorno ad un cortile interno (inchiostra).
- Ex-ospedaletto, edificato nel 1783 grazie alle rendite del canonico Michelangelo Cappellari.
- Palazzo dell'Università, detto anche della corte, sede dell'Associazione Artigiana e della Biblioteca Popolare prof. Michelangelo Semeraro. Eretto fra il 1759 e il 1762, era la sede del Parlamento locale, infatti la facciata reca lo stemma della città: un cavallo sbrigliato.
- Palazzo Stabile, l'edificio del Settecento si differenzia per le due ampie verande che delimitano il prospetto frontale.
- Palazzo Paolo Marino Motolese, la parte sottostante fu realizzata nel 1716, mentre i piani superiori furono aggiunti nel 1758.
- Palazzo Motolese, è dotato di due ingressi, quello principale in via Principe Umberto reca la data di fondazione 1775.
- Palazzo Blasi, già Magli, ricostruito nel Settecento su una precedente struttura del Cinquecento; significativo è il mascherone apotropaico in legno del portone.
- Palazzo Casavola, altra denominazione Ancona, è un tipico palazzetto settecentesco con raffinate modanature del portale e delle finestre.
- Palazzo Recupero, altra denominazione Magno - Cofano (Salotto Culturale di Teresa Gentile), la mole dell'imponente palazzo tardo-settecentesco si caratterizza per il colore rosso pompeiano.

#### Palazzetto dello Sport "Pala Wojtyla"
Il Palazzetto dello Sport e Centro Polifunzionale per lo Sport, la Cultura ed il Tempo Libero "Pala Wojtyla" è stato progettato dallo studio di Progettazione Donati D'Elia Associati ed è stato ultimato nel 2004.
L'organismo edilizio, di chiara ispirazione post-moderna, è costituito da tre volumi che si compenetrano: la testata a T, il corpo centrale a forma circolare ospitante l'area polifunzionale con le tribune (1.800 posti a sedere) ed il parallelepipedo che chiude la composizione.

#### Palazzo dell'Università
Il palazzo dell'Università ha sede in Piazza Plebiscito n. 20, presso la chiesa madre di San Martino.

### Villa comunale

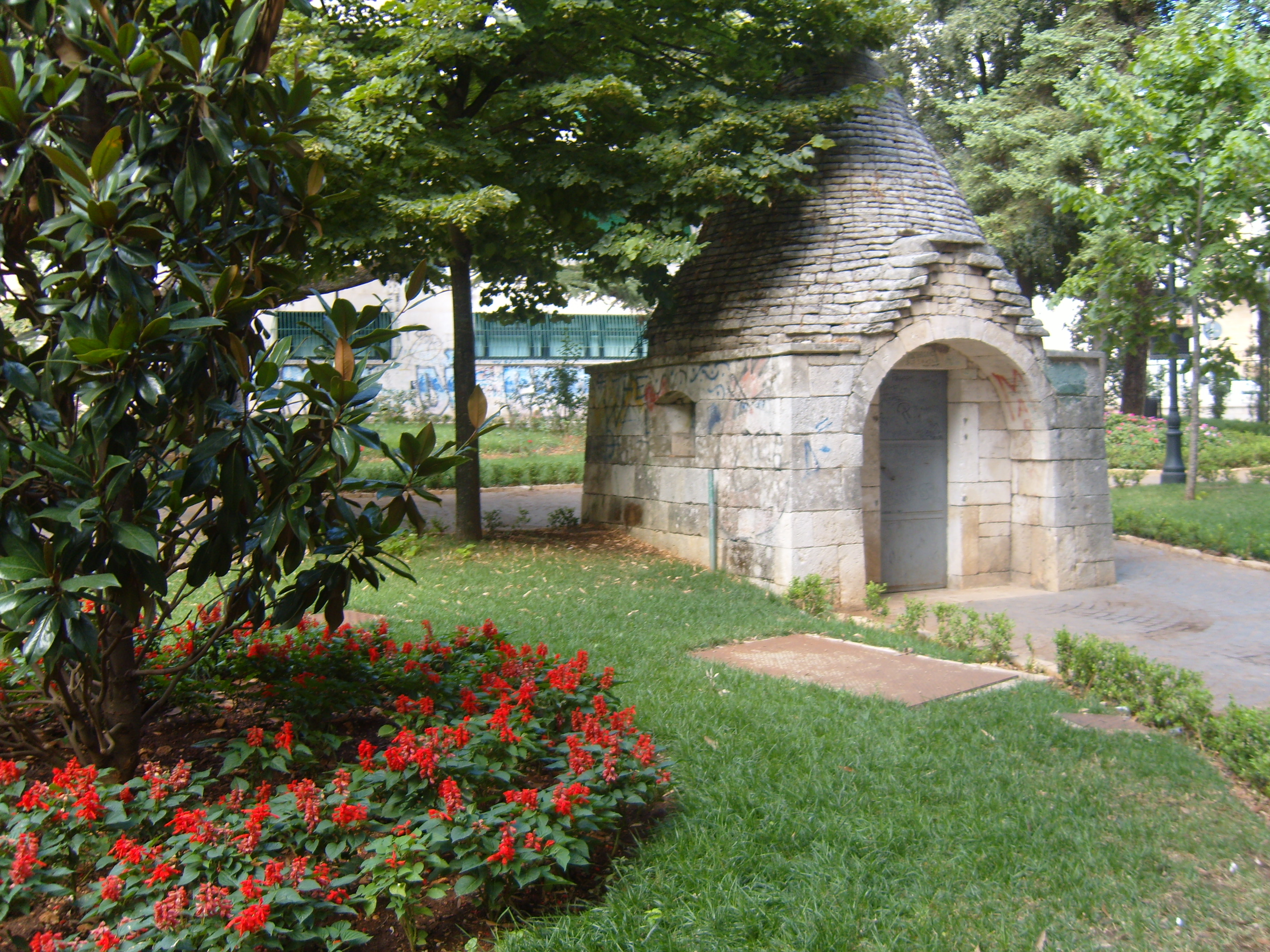
Il trullo della villa comunale
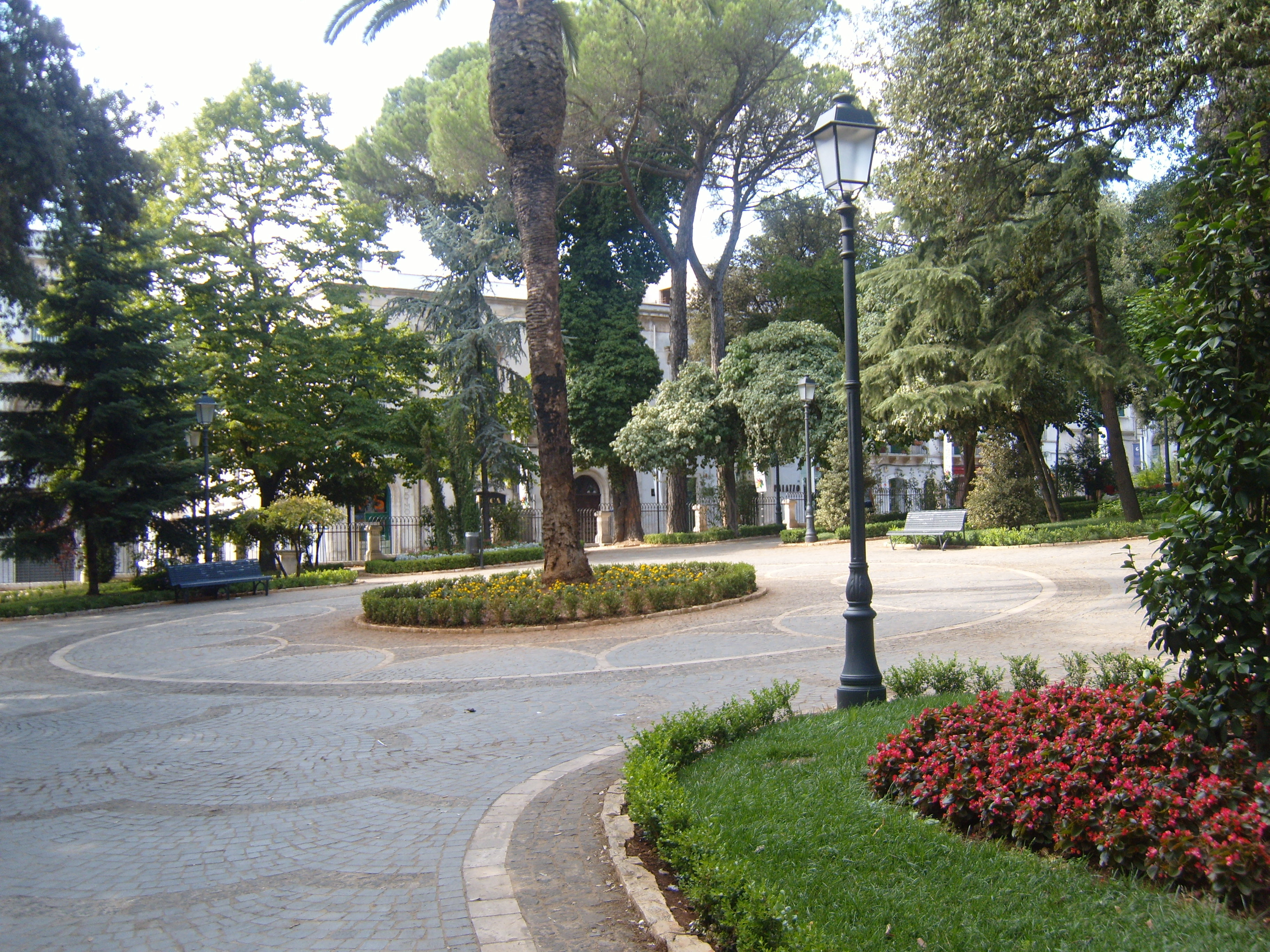
Villa comunale
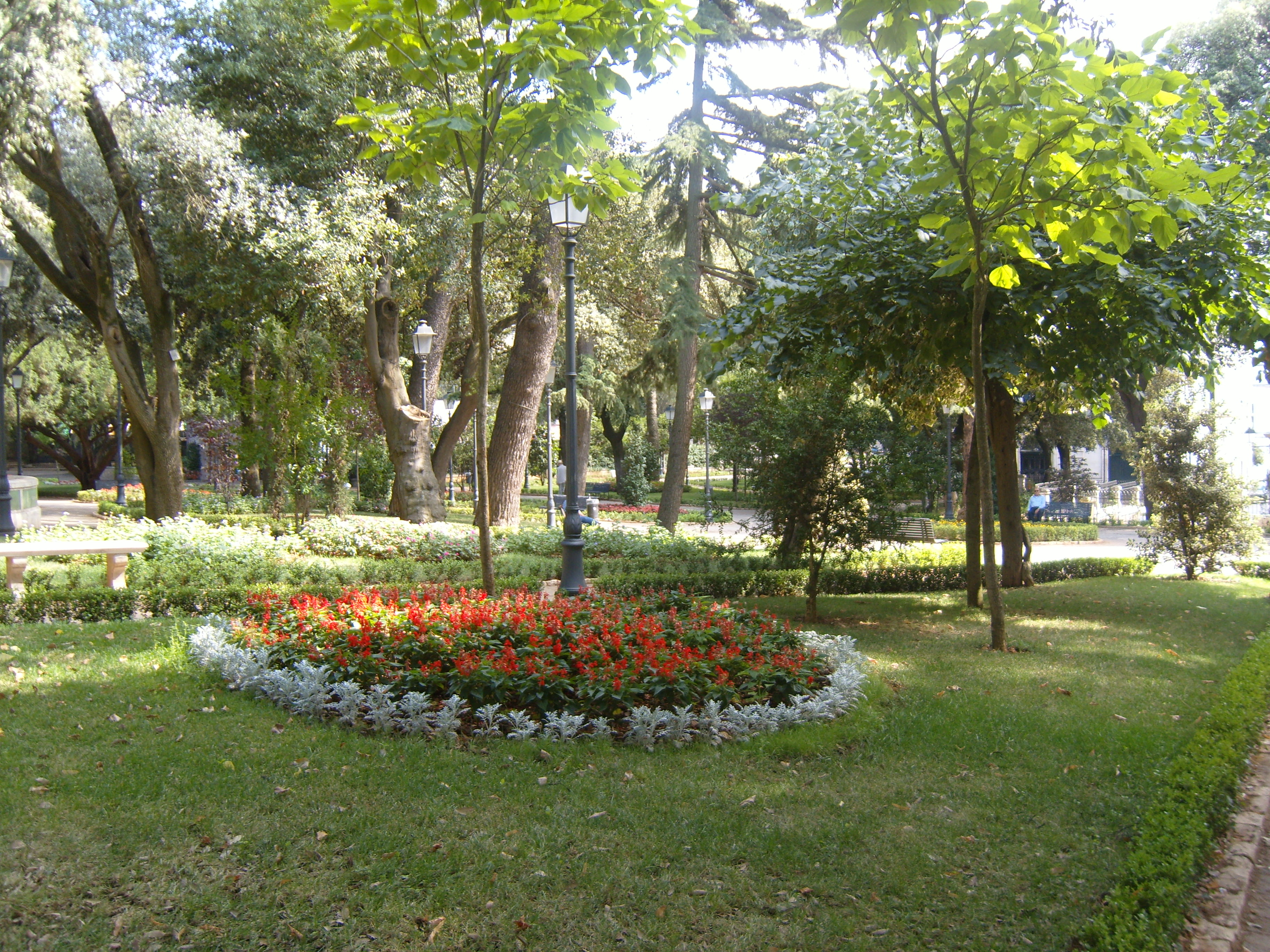
Villa comunale

### Centro storico

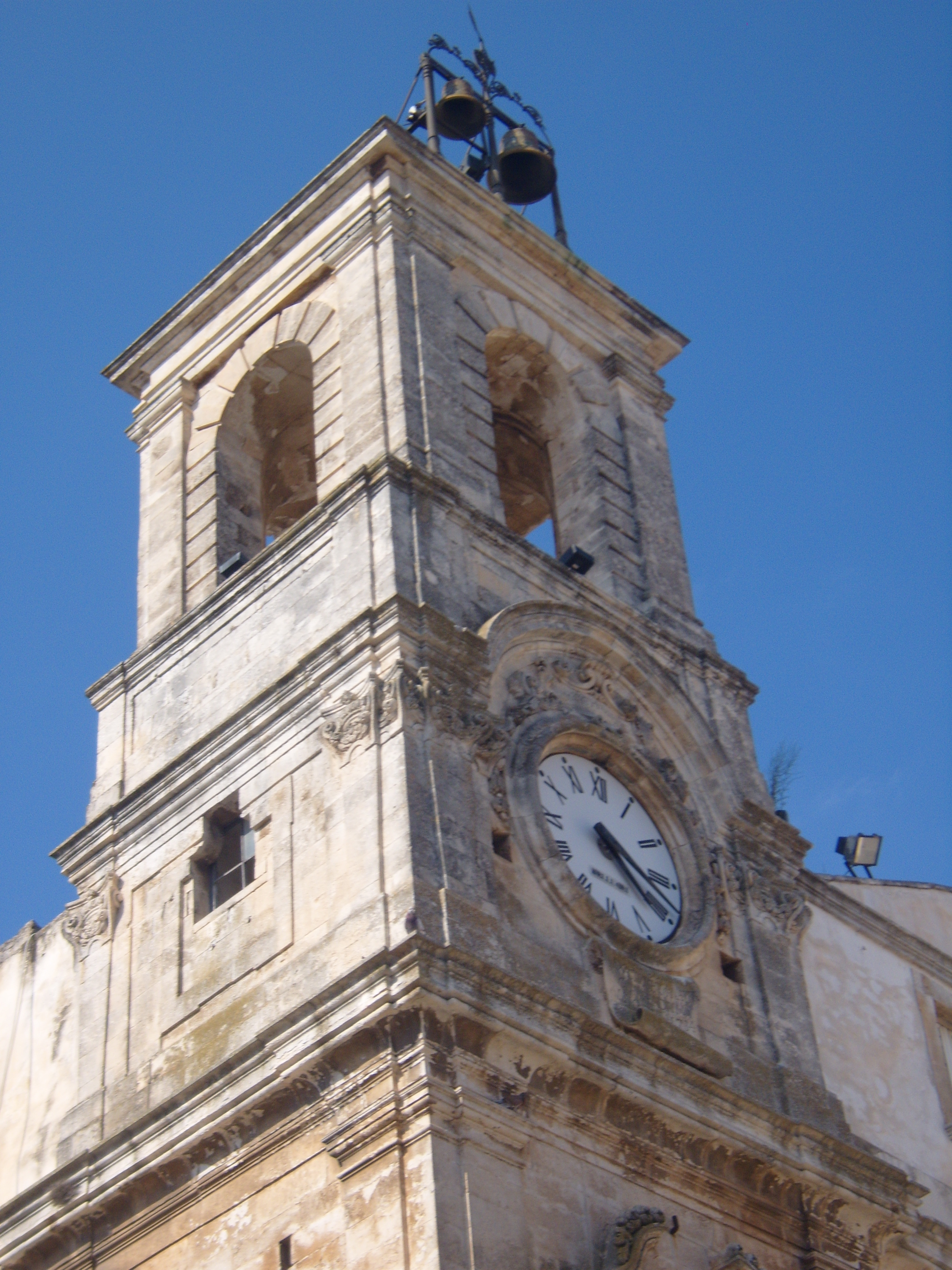
Torre dell'orologio in piazza Plebiscito

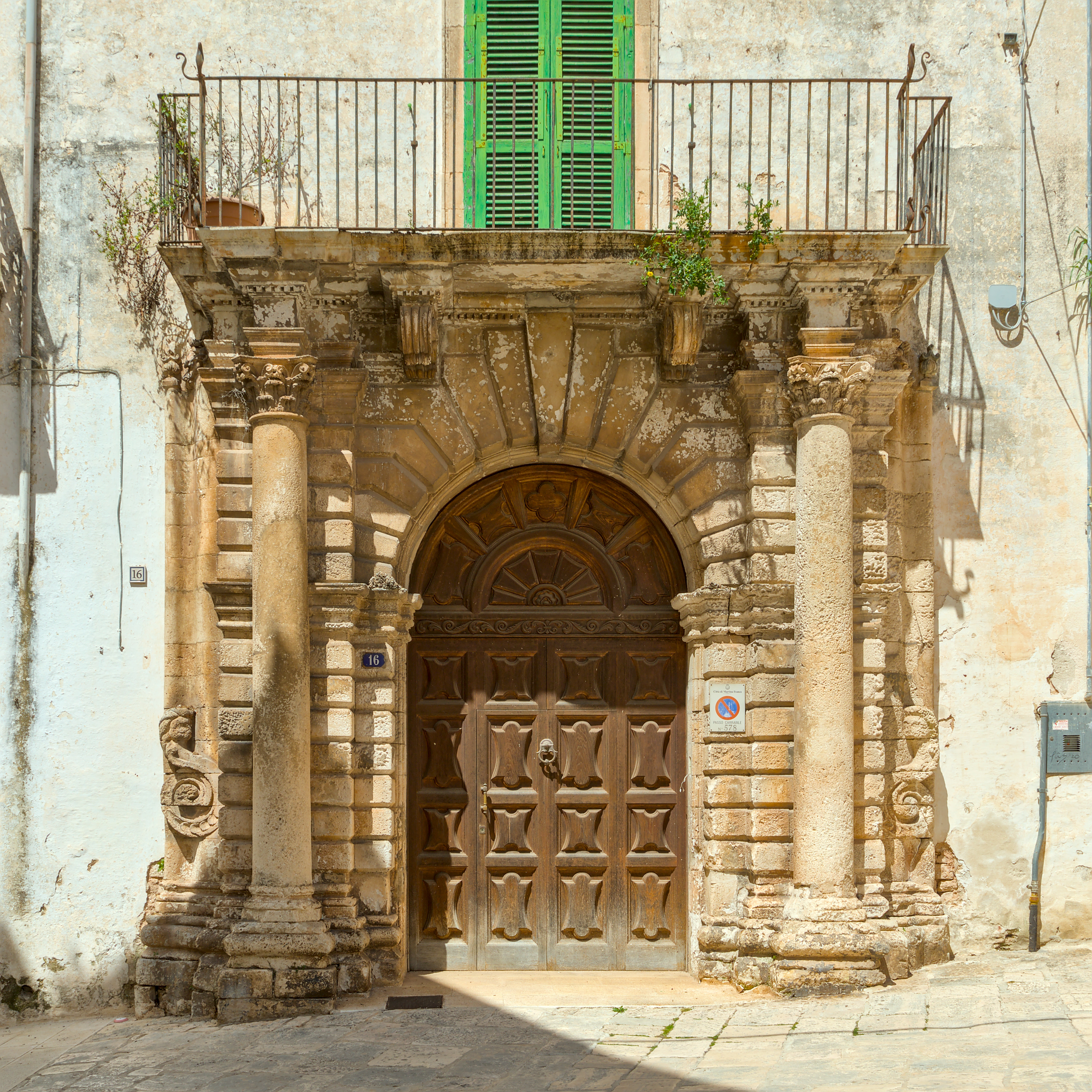
Portale delle Palazzo del Cavaliere Semeraro

L'urbanistica del centro storico martinese si caratterizza per abitazioni sviluppate in senso verticale: i locali al pian terreno, e talvolta parzialmente interrati, erano adibiti a bottega. Al primo piano, invece, si trova la zona giorno, con cucina e sala da pranzo. Di solito era presente anche un camino, che assolveva a una duplice funzione: serviva a cucinare le pietanze e fungeva da stufa, sia per il primo piano sia, grazie alla canna fumaria, anche per i piani superiori.
In questo piano è facile trovare anche un imbocco del pozzo, che a differenza della canna fumaria ha un "camino" che arriva fin sotto la casa, nel luogo in cui è situata la cisterna d'acqua, per lo più di origine piovana. Il pozzo veniva sfruttato anche come un rudimentale frigorifero, in virtù della freschezza garantita dalla pietra calcarea del sottosuolo martinese. Gli alimenti venivano depositati in un secchio di rame o di ferro a fondo piccolo e bocca larga (un mezzo cono capovolto) e fatto adagiare a "pelo d'acqua" nel pozzo. Il secondo piano è la zona notte. Qui c'è la stanza, o le stanze, da letto, generalmente con un balcone o una finestra, che comunica con il tetto della casa.
Il tetto viene sfruttato in vari modi. Generalmente è uno spazio utile per stendere il bucato o anche per imbandire tavolate (alcune case hanno il tetto comunicante e allo stesso livello della casa vicina, spesso senza alcun muro separatore). D'estate i tetti si trasformano in veri essiccatoi naturali: gli anziani vi fanno essiccare fichi, noci, fave e altri alimenti, o "spurgano" la lana e i materassi. La particolarità delle case pugliesi, a differenza del resto della penisola italiana, sta nel fatto che i tetti sono in stile greco, cioè piatti e non spioventi. Questo perché il clima pugliese è molto mite, fresco, senza particolari precipitazioni (è raro vedere la neve alta, come è invece accaduto nel 1985). Le poche spiovenze servono per incanalare l'acqua nelle cisterne calcaree poste nel sottosuolo (chiamate comunemente  ù pozz') che erano una fonte di acqua utile, visto la scarsità di quest'ultima nella regione.

Caratteristica importante del centro storico erano le vie strette e piene di "spigoli", vicoli ciechi e le strade nascoste: un vero labirinto urbano. Questo assetto anticamente presentava un duplice vantaggio: in caso di invasione nemica, infatti, era un mezzo per guadagnare tempo durante un'eventuale fuga, o per tendere imboscate ai nemici sfruttando vicoli ciechi e vie "nascoste" o poco visibili.

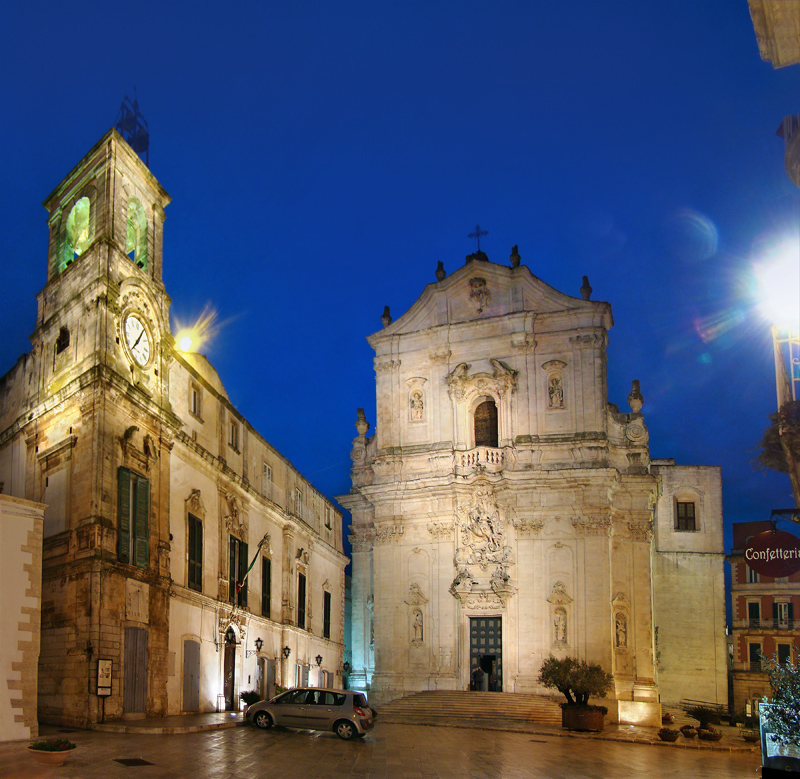
Piazza Plebiscito: facciata della Basilica di San Martino e del Palazzo dell'Università, sede della Società Artigiana e della Biblioteca Popolare prof. Michelangelo Semeraro

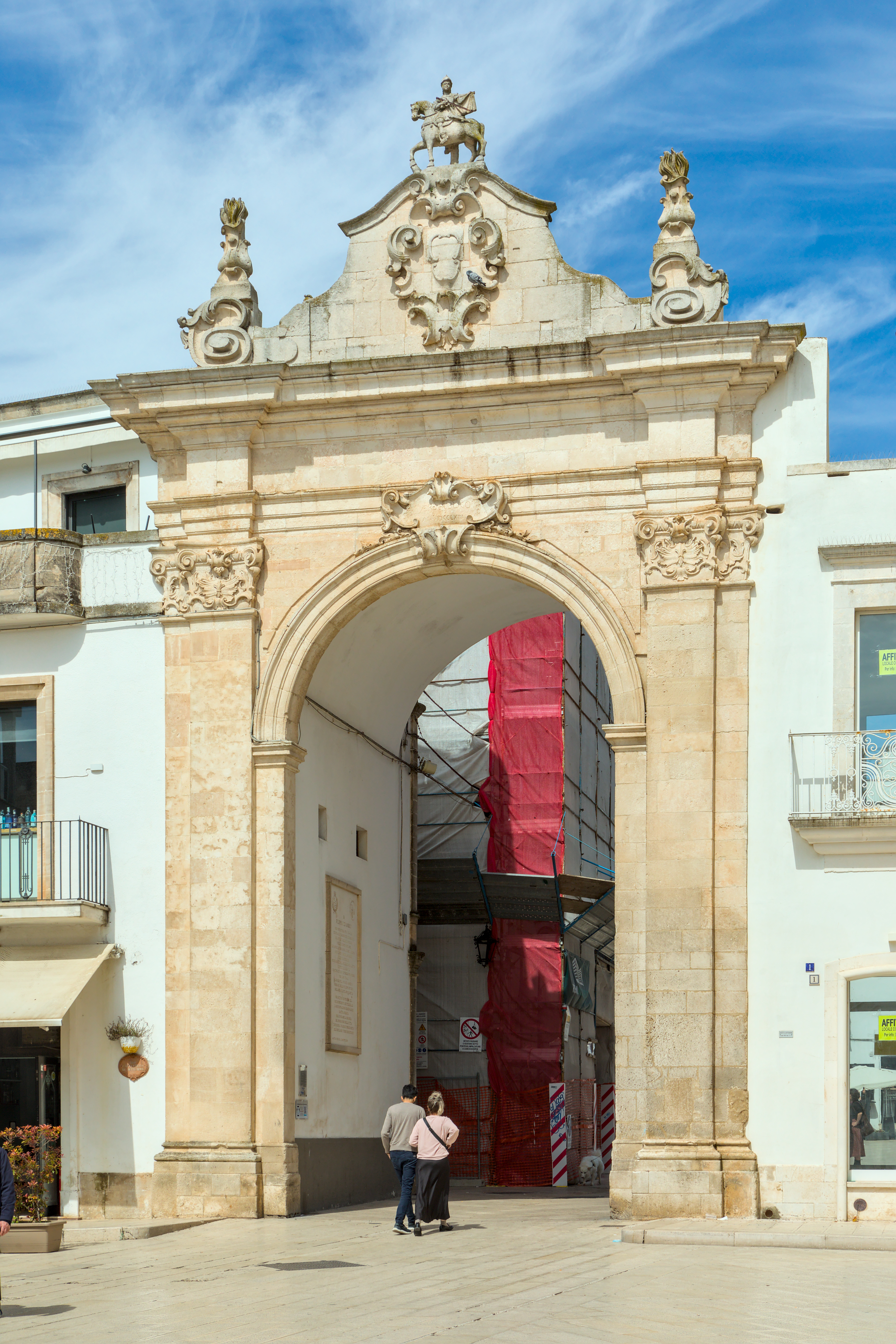
Porta di Santo Stefano (o arco di San Martino) in piazza XX Settembre

Le vie di Martina presentano una particolare depressione al centro della strada, a differenza delle altre strade moderne che hanno invece il manto stradale a "schiena d'asino". Da un punto di vista architettonico il centro storico è per lo più in stile barocco e rococò, ben visibile nelle chiese (ad esempio la già Collegiata, ora basilica, di San Martino). 
Parte dell'attuale pavimentazione è stata rifatta negli anni '80, ma un tempo la differenza del basolato delle stradine indicava la logistica del centro storico. Infatti le strade principali che conducevano alle antiche porte, quindi fuori da centro storico, erano fatte con pietra lavica nera, mentre quelle labirintiche che conducevano verso l'interno erano realizzate con pietre bianche. In alcuni lembi delle stradine si riscontra ancora questa differenza cromatica.

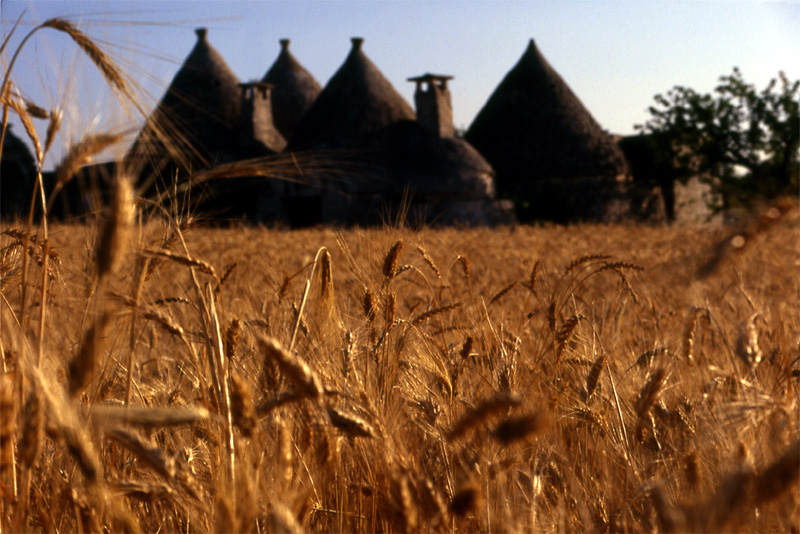
Trulli nella campagna martinese

### Aree naturali

#### La Valle d'Itria e i trulli
La Valle d'Itria è una ricchezza artistica e naturale per il territorio di Martina Franca ed è per questo anche la meta principale dei turisti. Da ricordare sono i caratteristici muretti a secco, i trulli (in martinese casedde), costruiti durante i periodi di civilizzazione contadina fuori dalla zona urbana, a differenza di quanto avviene ad Alberobello, dove sono situati all'interno del paese.
Negli ultimi quarant'anni l'abusivismo edilizio ha cancellato diverse peculiarità del territorio (come le numerose mulattiere) e ha contribuito alla compromissione della flora e della fauna locale.

#### Riserva naturale regionale orientata Bosco delle Pianelle
Lungo la strada provinciale n. 581 Martina-Massafra, sorge la riserva naturale regionale orientata Bosco delle Pianelle, istituita dalla Regione Puglia con Legge 23 dicembre 2002, n. 27.
Si tratta di un'area boschiva adagiata lungo i versanti della Gravina delle Pianelle, la cui vegetazione dominante è costituita da lecceta d'alto fusto, macchia mediterranea e querceto (fragno e roverella).

## Società

### Evoluzione demografica
Abitanti censiti

### Etnie e minoranze straniere
Secondo i dati ISTAT al 1º gennaio 2022 la popolazione straniera residente era di 1 514 persone, pari al 3,7% della popolazione totale residente. Le nazionalità maggiormente rappresentate erano:
- Albania: 492
- Romania: 473
- Cina: 173
- India: 81
- Regno Unito: 79

### Lingue e dialetti
Martina era l'ultima città - verso nord - dell'antica Terra d'Otranto, per cui il dialetto martinese fa parte dei dialetti apulo-baresi ma è nettamente contaminato da quello salentino (oltre che da quello napoletano) caratterizzandosi, rispetto ai centri limitrofi di Locorotondo e Cisternino, per i cinque suoni vocalici che si aggiungono ai tradizionali sette, considerando anche (é, ó): quelli puramente martinesi sono: į la "i" turbata, ĕ la "e martinese", ŏ la "o martinese", ŭ la "u" gutturale, óu il dittongo turbato; alla fine di questi c'è anche ə, la "e" muta, che però è comune alla maggioranza dei dialetti dell'area appulo-lucana.
Ad esempio, Martįnə cioè "Martina" diventa Martinə nei dialetti degli altri due comuni della Valle d'Itra, Locorotondo e Cisternino; assuttǝ (asciutto) degli altri paesi, a Martina fa: assŭttǝ, con la ŭ gutturale. Poi, il suono particolare della "e martinese" come in mĕssǝ (messa), oppure fĕmǝnǝ (donna, femmina); la "o" di "cǝpŏddǝ" (cipolla) o di 'ntŏrcǝ (torcia); la "i" di pįlə pelo; il dittongo "óu", come in sóulə solo o anche in gnóurǝ (nero). In particolare, il dittongo si trasforma in una semplice ò quando il termine passa al femminile, e quindi: sóulə diventa sòlə ("sola" ma, anche "sole") e gnóurə diventa gnòrə (nera).
Altre caratteristiche specifiche del Martinese rispetto ai dialetti vicini, sono il rotacismo (ereditato dalla lingua napoletana data l'appartenenza di Martina al Regno di Napoli), per il quale molte "d" diventano "r", come in pərŭcchjə (pidocchio); rĕntə (dente). Degno di nota è anche l'affievolimento del gruppo gr iniziale in una parola, che diventa "jər": il "grano", che negli altri paesi fa grénə o grènə a Martina diventa jərènə; allo stesso modo, l'aggettivo "grosso" che altrove fa grussə (f. gròssǝ), a Martina fa: jərussə (f. jǝrŏssǝ), con lo specifico della ŏ, esclusivamente e tipicamente martinese.

### Religione

#### Confraternite
Nel corso dei secoli la storia religiosa di Martina si è arricchita di confraternite il cui scopo era quello di andare incontro alle esigenze dei vari iscritti tenendo conto dei ceti sociali di appartenenza. Molte si sono estinte con il passare del tempo ma molte altre sono riuscite a resistere nei secoli adeguandosi di volta in volta alle esigenze della fede e al cambiamento dei costumi. Sono attive 8 confraternite religiose e due laicali. Eccole di seguito elencante, specificando il nome e il luogo di collocazione e la data di costituzione.
- Arciconfraternita Immacolata degli Artieri (oratorio nell'ex convento dei Riformati nella chiesa di Sant'Antonio da Padova), la costituzione avviene nel 1570. Organizza la Festa della Titolare "Immacolata Concezione" dell'8 dicembre;mentre collabora alla Festa Parrocchiale di Sant'Antonio da Padova del 13 giugno. L'abito liturgico tradizionale è composto da un saio bianco e dalla mozzetta celeste con ricami dorati.
- Arciconfraternita del Carmine (oratorio nella chiesa del Carmine), l'approvazione avviene nel 1716. Organizza la processione della Madonna del Carmine a luglio. L'abito liturgico tradizionale è composto da un saio bianco a dalla mozzetta beige con la stella caudata.
- Confraternita di Maria Santissima del Rosario (oratorio nell'ex convento domenicano), la costituzione canonica avvenne nel 1585. Organizza la processione del Rosario ad agosto. L'abito liturgico tradizionale è composto da un sacco bianco e dalla mozzetta marrone con ricami.
- Confraternita del Santissimo Sacramento dei Laici (oratorio adiacente alla basilica di san Martino), la costituzione è nel 1544. Organizza la processione del Corpus Domini a fine maggio. L'abito liturgico tradizionale è composto da un saio bianco e da una mozzetta blu con distintivo eucaristico.
- Confraternita di sant'Antonio da Padova (oratorio nell'ex convento dei frati riformati), fu fondata nel 1706. Organizza la processione dei Misteri nella Settimana Santa. L'abito liturgico tradizionale è composto da un saio bianco e da una mozzetta color marrone.
- Confraternita della Natività e dei Dolori di Maria Santissima (oratorio nell'ex chiesa della Trinità), fu istituita nel 1621. Organizza la processione dell'Addolorata il giovedì Santo. Nell'oratorio si conserva la tela della Natività della Vergine, opera di Leonardo Antonio Olivieri datata nel 1730. L'abito liturgico tradizionale è composto da un sacco bianco e da una mozzetta azzurra.
- Confraternita dell'Immacolata Concezione detta dei nobili (oratorio), fu istituita nel 1600. L'abito liturgico tradizionale è composto da un saio bianco e da una mozzetta celeste.
- Confraternita di Maria Santissima Assunta in Cielo (oratorio presso la chiesa di San Giovanni dei Greci), nacque nel 1628. Organizza la processione dell'Assunta a Ferragosto. L'abito liturgico tradizionale è composto da un sacco bianco e da una mozzetta celeste.

Oltre alle confraternite religiose, esistono anche due sodalizi laici nati in seguito ai moti mazziniani della prima metà dell'Ottocento; si tratta della Società Operaia e della Società Artigiana.

### Tradizioni e folclore
- La cupola del Trullo, tipica costruzione della Valle d'Itria, termina in una chiave di volta frequentemente scolpita con elementi lapidei decorativi a carattere esoterico, spirituale o scaramantico o cristiano, sporgenti al vertice del conoide di copertura.
- La città è intitolata a Martino di Tours, venerato come santo dalla Chiesa cattolica e festeggiato l'11 novembre nonché, insieme alla co-patrona cittadina Comasia, la prima domenica di luglio. Secondo la tradizione Martino sarebbe giunto più volte in soccorso dei locali. La leggenda muove da un episodio realmente accaduto: nel febbraio del 1529 il marchese del Vasto alla guida di 6 000 soldati italiani e spagnoli e diversi mercenari cinse d'assedio Monopoli, rimasta fedele a Venezia e alla Francia. L'assedio andò avanti inutilmente per oltre tre mesi e le truppe del Vasto registravano defezioni a causa di scarsità di viveri e denaro. Il capo dei mercenari al soldo del Vasto, il napoletano Maramaldo, per sostenere le truppe, saccheggiò quindi Noci e a seguire tentò lo stesso con Martina Franca, ma incontrò la strenua difesa dei locali[28]. Avendo rinunciato all'assedio dopo diversi tentativi falliti, Maramaldo tornò sotto le mura di Monopoli, postazione che abbandonò a fine maggio insieme al marchese del Vasto. La leggenda sorta su tale ritirata fu che Maramaldo fosse rimasto spaventato dall'apparizione sulle mura cittadine di cavalieri a spada sguainata comandati da Martino di Tours[29].
- Festa patronale estiva di San Martino e Santa Comasia martire (primo fine settimana dopo il 4 luglio);

## Cultura

### Cinema
- Il ragazzo di Ebalus (1984)[30]; durata: 110 minuti; regia di Giuseppe Schito, con Riccardo Cucciolla e Therese Ann Savoy, girato nella frazione di Specchia Tarantina[31].
- L'insegnante va in collegio (1978); durata: 92 minuti, regia di Mariano Laurenti, con Edwige Fenech, Renzo Montagnani, Alvaro Vitali.
- L'infermiera di notte, film del genere commedia erotica, uscito il 7 febbraio 1979, con Renzo Montagnani, Gloria Guida, Lino Banfi, Alvaro Vitali.
- La liceale al mare con l'amica di papà, Italia 1980, durata: 90 minuti; regia di Marino Girolami, con Lucio Montanaro, Renzo Montagnani, Alvaro Vitali.
- Mannaggia alla miseria film per la televisione del 2010, diretto da Lina Wertmüller.
- Oltre il mare (2011), del regista locale Cesare Fragnelli.
- Sei mai stata sulla Luna? (2014) del regista Paolo Genovese con i Raoul Bova, Liz Solari, Dino Abbrescia, Nino Frassica, Sabrina Impacciatore, Neri Marcore’, Giulia Michelini, Sergio Rubini ed Emilio Solfrizzi.
- Le frise ignoranti, (2014) registi Antonello De Leo, Pietro Loprieno con Lino Banfi, Nicola Nocella, William Volpicella, Giorgio Gallo, Davide Donatiello, Eva Riccobono, Rosanna Banfi, Rossana Sparapano, Federica Sarno, Dario Bandiera, Francesco Pannofino, Federica Cifola.
- La rivincita (2020), regista Leo Muscato con Michele Venitucci, Sara Putignano e Michele Cipriani.[32]
- Bentornato papà (2021), diretto da Domenico Fortunato.
- Without blood (2022), con Angelina Jolie (in produzione) - basato sul romanzo di Alessandro Baricco "Senza sangue". [33]
- Leopardi. Il poeta dell'infinito, regista Sergio Rubini.

### Musica e Teatro
In città ha sede la Fondazione Paolo Grassi, un'organizzazione senza scopo di lucro che opera in Puglia per la diffusione della cultura teatrale e musicale.
Nell'ottobre 2019 nasce l'Orchestra giovanile della Valle d'Itria, una formazione che assemblea alcuni tra i più talentuosi giovani strumentisti diplomati e diplomandi in Conservatorio, o frequentanti Scuole Musicali Civiche e Licei Musicali, tutti accomunati da una matrice identitaria unica: l’appartenenza al comprensorio della Valle d’Itria.

### Biblioteche
- Biblioteca Comunale Isidoro Chirulli presso il Palazzo Ducale[36]
- Biblioteca Paolo Grassi presso la Fondazione Paolo Grassi[37]
- Archivio Caracciolo De Sangro[38]
- Biblioteca Popolare Michelangelo Semeraro presso la Società Artigiana[39]

### Musei
- Museo del bosco delle Pianelle, presso il Palazzo Ducale, mira a divulgare le specificità della fauna e della flora del territorio. Nel museo è allestita perennemente una mostra della civiltà contadina con oggetti e arredi storici.[40]
- Museo di Filippo I d'Angiò, presso Palazzo Ducale, propone mostre di pittura di arte contemporanea che si ispirano al territorio[41].
- MuBa (Museo della Basilica di San Martino), percorso espositivo che raccoglie collezioni di arredi liturgici e documenti di storia.[42]

### Scuole e istruzione
A Martina Franca hanno sede diverse scuole, molte intitolate a persone storiche di notevole importanza, di cui quest'ultime (secondo le classifiche Eduscopio) sono ai primi posti della provincia di Taranto per le loro formazioni educative. Si hanno tre scuole secondarie di secondo grado, tre scuole secondarie di primo grado e quattro scuole primarie.

### Cucina
- Vino di produzione locale, il Martina Franca DOC.
- Capocollo, salume tipico. Nella lavorazione viene aggiunto il vino locale e le erbe aromatiche tipiche della macchia mediterranea. L'affumicatura avviene bruciando il legno e la corteccia di un fragno originario dei Balcani, presente solo in Puglia. I maiali da cui provengono le carni utilizzate nel prodotto sono allevati in boschi di fragno e si nutrono di ghiande degli stessi arbusti. Il capocollo, in dialetto martinese chépecùedde, è tipico della Murgia dei trulli ed era noto nel Regno di Napoli dal XVIII secolo.
- Orecchiette, pasta fresca di produzione locale spesso condite o con sugo di polpette, braciole arrotolate e cacioricotta, oppure con rape.
- Bocconotti, dolci monoporzione di pasta frolla ripieni di crema pasticcera anche con aggiunta di amarene sciroppate[44].
- Bombette, involtini di capocollo fresco ripieni di formaggio vaccino, sale e pepe. Cuocendole, il formaggio all'interno degli involtini tende a fondersi, concentrandone il gusto. Una vera e propria esplosione di sapori che può essere proposta in altre "versioni" oltre quella tradizionale; non è difficile infatti trovare macellerie che propongono le Bombette in versioni impanate, piccanti, con ripieno di scamorza o di mozzarella.

### Eventi
- Festival della Valle d'Itria, un'importante rassegna lirica che si tiene ogni estate, famosa per la sua offerta di opere rare e per la bellezza dei suoi scenari, come il Palazzo Ducale di Martina Franca.;
- Biennale delle Memorie[45];
- Stagione Teatrale Martinese[46];
- Festival Internazionale del Cabaret[47];
- La Ghironda Summer Festival;
- Festival dell'Immagine[48];
- Sinfonie poetiche e letterarie[49];
- Sulle Orme dei Briganti[50];
- Nel 1980 Martina Franca ospitò una puntata del celebre programma televisivo Giochi senza frontiere[51];
- Echi di dialetti nella Valle.
- Piano Lab

## Economia
L'economia di Martina Franca si basa principalmente su agricoltura, allevamento, artigianato e commercio. L'agricoltura è concentrata nelle lame che attraversano le vallate della zona, con una produzione vitivinicola e una crescente attività olivicola. L'allevamento comprende principalmente bovini, ovini e caprini, ma anche cavalli di razza Murgese e dell'asino di Martina Franca, una razza autoctona.
Il settore industriale più sviluppato è quello manifatturiero, in particolare quello tessile.
L'artigianato è un settore particolarmente rilevante per Martina Franca, sviluppatosi in particolare nell'estrazione e la lavorazione della pietra calcarea bianca, usata per la realizzazione di elementi di arredo e decorativi come i bassorilievi.

## Infrastrutture e trasporti

### Strade
La strada più importante che vi passa è la SS172 dei Trulli, che entra dentro la città e collega Taranto a Casamassima, passante per Via Taranto, Corso Italia e Via Valle D'Itria.
Attraverso quest'ultima, è possibile raggiungere Locorotondo, Alberobello, Crispiano, Statte, Taranto, la SS172dir (a sua volta collegata alla SS16) e la autostrada A14 Adriatica.
Vi sono anche diverse strade provinciali che collegano altri paesi come Villa Castelli, Cisternino, Massafra, Montemesola, Monteiasi e Grottaglie.

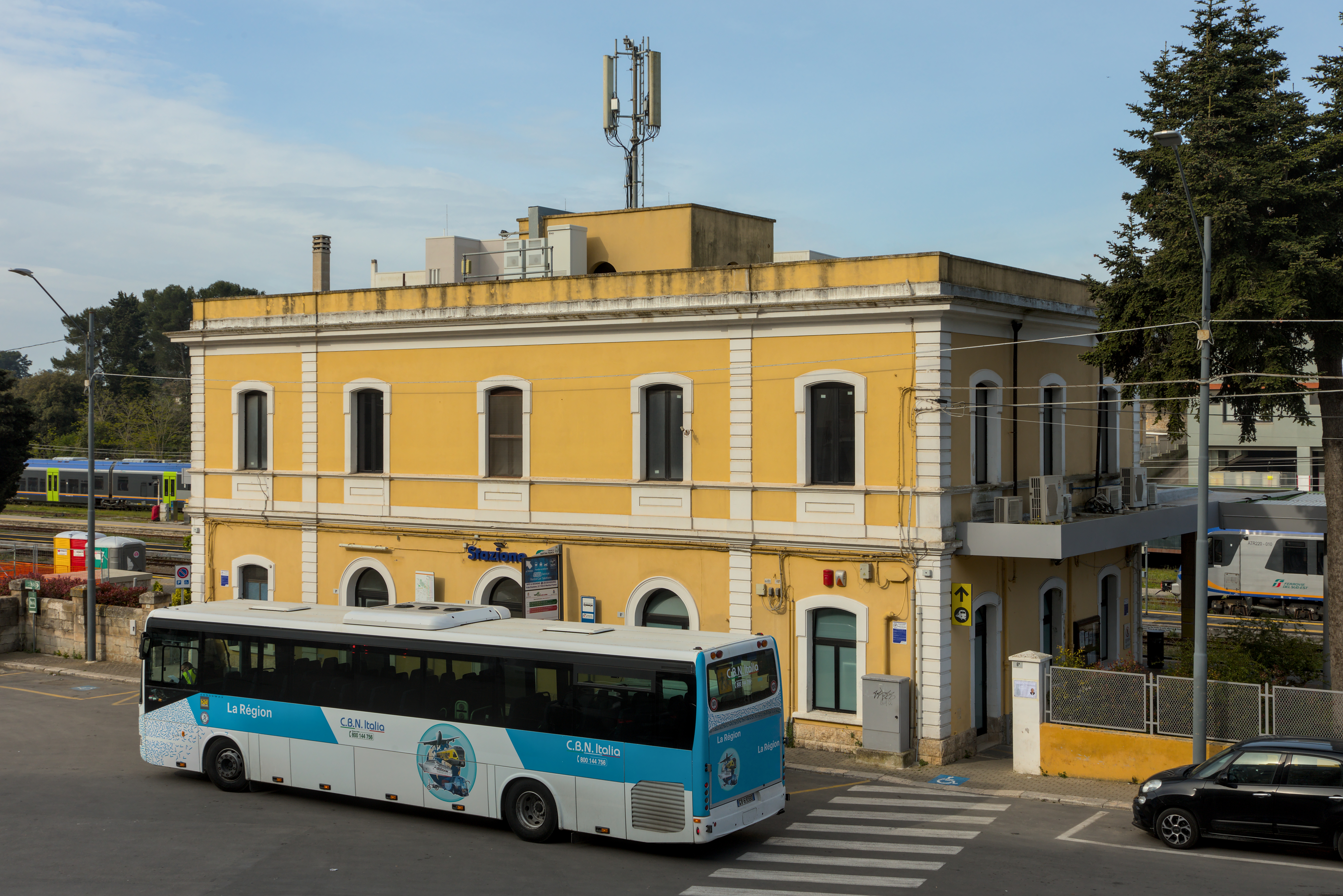
Stazione di Martina Franca

### Ferrovie
La stazione di Martina Franca, gestita dalle Ferrovie del Sud Est, è posta sulla linea ferroviaria Bari - Taranto, ed è capolinea della linea per Lecce. Vi circolano solo treni regionali.

### Mobilità urbana
A Martina Franca è attivo un servizio di autobus locali gestito dalla compagnia privata Miccolis che serve tutti i quartieri della città e le maggiori frazioni collegandole con la ferrovia e alla stazione autobus.
Esistono diverse società di autoservizi di linea che effettuano collegamenti di carattere interurbano e regionale: 
- Ferrovie del Sud Est che, oltre al vettore ferroviario, affiancando il proprio vettore automobilistico, svolge collegamenti con Taranto e la sua fabbrica siderurgica Acciaierie d'Italia nonché alcuni centri minori della provincia come Crispiano e Statte, inoltre garantisce i collegamenti per l'entroterra barese e la Valle d'Itria, come Locorotondo, Fasano, Alberobello, Monopoli, Cisternino, Noci, Putignano, Bari;
- CTP Taranto svolge collegamenti per vari paesi minori della provincia di Taranto tra cui principalmente Montemesola e Grottaglie;
- STP Brindisi svolge collegamenti per con Ostuni;

## Amministrazione

Gonfalone comunale

Di seguito è presentata una tabella relativa alle amministrazioni che si sono succedute in questo comune.
| Periodo          | Periodo         | Primo cittadino                                                 | Partito                       | Carica                    | Note   |
| ---------------- | --------------- | --------------------------------------------------------------- | ----------------------------- | ------------------------- | ------ |
| 14 giugno 1988   | 29 gennaio 1990 | Francesco Punzi                                                 | Democrazia Cristiana          | Sindaco                   | [ 56 ] |
| 19 febbraio 1990 | 9 luglio 1990   | Martino Sante Liuzzi                                            | Democrazia Cristiana          | Sindaco                   | [ 56 ] |
| 9 luglio 1990    | 22 marzo 1993   | Michele Conserva                                                | Democrazia Cristiana          | Sindaco                   | [ 56 ] |
| 24 giugno 1993   | 30 giugno 1994  | Martino Margiotta                                               | Indipendente di sinistra      | Sindaco                   | [ 56 ] |
| 5 dicembre 1994  | 18 aprile 1998  | Vitantonio Zizzi                                                | Partito Popolare Italiano     | Sindaco                   | [ 56 ] |
| 16 dicembre 1998 | 6 novembre 2001 | Bruno Semeraro                                                  | Democratici di Sinistra       | Sindaco                   | [ 56 ] |
| 6 novembre 2001  | 28 maggio 2002  | Carlo Sessa                                                     |                               | Commissario straordinario | [ 56 ] |
| 31 maggio 2002   | 29 maggio 2007  | Leonardo Conserva                                               | Alleanza Nazionale            | Sindaco                   | [ 56 ] |
| 16 giugno 2007   | 11 maggio 2011  | Francesco Palazzo                                               | Indipendente di centro-destra | Sindaco                   | [ 56 ] |
| 30 giugno 2011   | 20 giugno 2012  | Sandro Calvosa Cosima Di Stani Cosimo Gigante Michele Campanaro |                               | Commissione straordinaria | [ 56 ] |
| 23 maggio 2012   | 7 giugno 2016   | Francesco Ancona                                                | Partito Democratico           | Sindaco                   | [ 56 ] |
| 24 giugno 2016   | 25 giugno 2017  | Giuseppe Castaldo Ferdinando Santoriello                        |                               | Commissario straordinario | [ 56 ] |
| 25 giugno 2017   | 13 giugno 2022  | Francesco Ancona                                                | Partito Democratico           | Sindaco                   | [ 56 ] |
| 13 giugno 2022   | in carica       | Gianfranco Palmisano                                            | Partito Democratico           | Sindaco                   | [ 56 ] |

## Sport
Ha sede nel comune la società di calcio, Associazione Sportiva Dilettantistica Martina Calcio 1947 che nella stagione 2024-2025 milita in Serie D nel girone H
La L.C. Five Martina, è stata invece una compagine di calcio a 5 sciolta nel 2014.
La società di basket locale è la New Gen Basket Martina Franca che milita nel campionato di Divisione Regionale 1.
Al riguardo della pallavolo ha avuto sede a Martina Franca per una sola stagione la società Prisma Volley. In città è inoltre presente la Pallavolo Martina, squadra maschile promossa in serie B.
L'A.S.D. Quelli dell'Alba Road Runners è una realtà podistica martinese e vanta due maratoneti, Raffaele Basile e Michele Delfini Casavola, classificati fra i primi 500 posti nella graduatoria stilata dal magazine Runner's World nonché due maratonete nei primi mille posti, Anna Mango e Caterina "Katty" Liuzzi.